# فولگفلده
فولگفلده (به آلمانی: Volgfelde) یک منطقهٔ مسکونی در آلمان است که در اشتندل واقع شده‌است. فولگفلده  ۱۹۷ نفر جمعیت دارد.